# Аэромантия
Аэромантия (от греч. ἀήρ, воздух и μαντεία, прорицание) — гадание по «воздушным» явлениям — прорицание будущего «по небу», облакам, кометам, метеорам, по радуге, по гало вокруг Луны, воздушным течениям и другим атмосферным явлениям. Другие названия таких гаданий — арология, аэрология либо аэриология. Различают более узкие разделы аэромантии — аустромантию (гадание по ветру), керавноскопию (наблюдение за громом и молниями), метеомантию (гадание по метеорам и падающим звёздам).
Аэромантией занимались ещё жрецы Вавилона, а в период античности она была широко распространена. О некоторых способах аэромантических гаданий упоминает Аристофан в комедии «Облака». К аэромантии относятся, например, предсказание рождения Иисуса по Вифлеемской звезде и предсказание победы Вильгельма в битве при Гастингсе по появлению кометы Галлея.
Аэромантия осуждается в 18-й главе книги Второзаконие, входящей в Библию и Тору, и Альбертом Великим в работе Speculum Astronomiae, где она описана как производное некромантии. В церемониальной магии Эпохи Возрождения аэромантия была одним из «семи запретных искусств», наряду с некромантией, геомантией, гидромантией, пиромантией, хиромантией и скапулимантией.